# 博妮塔 (亞利桑那州)
博尼塔（英語：Bonita）是位於美國亞利桑那州葛蘭姆縣的一個非建制地區。該地的面積和人口皆未知。

## 地理
博尼塔的座標為32°35′23″N 109°58′09″W / 32.58972°N 109.96917°W，而該地的平均海拔高度為1385米（即4454英尺）。